# Hambalkó Edit
Hambalkó Edit (Csepel, 1931. június 9. – Budapest, 2019. szeptember 10.) magyar zongoraművész-tanár.

## Életútja
Édesanyja hangszerén kezdett zongorázni, zenész nem volt a családban. Tanulmányait 8 éves korában a csepeli magánzeneiskolában kezdte Dr. Lengyel Józsefnénél. A budapesti Liszt Ferenc Zeneművészeti Főiskolára 1949-ben vették fel, ahol Kadosa Pál, Nemes Katalin, Mihály András és Járdányi Pál  növendéke volt. Diplomáját 1957-ben szerezte. 1959 és 1972 között a budapesti Bartók Béla Zeneművészeti Szakközépiskola zongoratanára, Vásárhelyi Magda halála után ugyanott 1972-től 1981-ig tanszékvezető. 1981-től a Liszt Ferenc Zeneművészeti Főiskola Zenetanárképző Intézete budapesti tagozatának adjunktusa, 1985-1994 közt párhuzamosan a Zeneművészeti Főiskolán is tanított. 1995-től docens, 2001-ben vonult nyugalomba.
Művészi pályája 1957-ben indult, két évig az Országos Filharmónia ösztöndíjasa, majd még nyolc évig szólistája volt. 1961-ben a budapesti Nemzetközi Liszt Zongoraverseny különdíjasa, majd Sepsey József hegedűművésszel megnyerték a bukaresti Enescu Szonátaverseny harmadik díját. Szólóművészként és kamaramuzsikusként is számos koncertet tartott hazánkban és külföldön (NDK, Csehszlovákia, Lengyelország, Románia, Olaszország, Ausztria, Svájc). Szívén viselte a kortárs magyar szerzők műveinek bemutatását, előadását, pl. ő mutatta be Horusitzky Zoltán zongoraversenyét, Soproni József és Sári József több zongoraművét. Több Liszt mű újkori- és ősbemutatóját játszotta, pl. a Via Crucis szóló zongora változatának ősbemutatóját is.  Tanítványai voltak többek közt Klukon Edit, Eckhardt Gábor, Wagner Rita, Kékesi Judit, Székely István. 
Tanítványainak sora gyarapítja a magyar zene presztízsét külföldön is (USA, Kanada, Ausztrália, Finnország, Svájc, Olaszország, Görögország, Ausztria, Belgium, Hollandia).